# Groupama Arena
Groupama Arena i Budapest, Ungern är hemmaarena för Ferencváros TC.

## Historia
Den 27 mars 2013 inleddes byggandet av den nya arenan.
Den 10 augusti 2014 spelade öppningsmatchen Ferencváros mot Chelsea FC. Det första målet på den nya arenan gjordes av Ferencváros, Zoltán Gera i den 17:e minuten, men i den andra halvleken gjorde Ramires (51:a minuten) ett mål och Fàbregas gjorde också mål (81:a minuten) vilket resulterade i ett 2-1-nederlag på den nya arenan för hemmalaget.
I början var det krig mellan lagets ledning och de ultrasorienterade supportrarna då ledningen ville registrera fansen med tvångsskanning av handflatorna för att "skapa ordning och reda" på läktaren och ha koll på allt på arenan under matcherna. Den främsta motiveringen enligt den dåvarande pressen var att det var för många på Ferencváros före detta stadion som inte hade biljett till matcherna men ändå slapp kontrollen eftersom de drog in på arenan inom de ultrasorienterade supportrarnas folkmassa. Ultrafansen ville inte låta skanna sina handflator och började bojkottera Ferencváros matcher, och de höll ett flertal demonstrationer mot Gábor Kubatov (Ferencváros president) och lagets ledning. Till slut slöt de fred med varandra: ultrafansen återvände till läktaren den 4 november 2017 mot Debrecen. Lösningen blev att de införde ett nytt slags fanskort man inte behövde någon handflatsskanning till, men gäller endast till ultrasektorerna.